# Phare de Gigantes
Le phare de Gigantes  est un phare situé sur North Gigante Island l'une des  îles de Gigantes au large de la ville de Carles dans la province d'Iloilo, aux Philippines.
Ce phare géré par le Maritime Safety Services Command (MSSC), service de la Garde côtière des Philippines (Philippine Coast Guard).

## Histoire
Les îles de Gigantes, un groupe d'îles situées au large de la ville de Carles, sont devenues une destination touristique majeure. Les îles sont accessibles du Port d'Estancia.
La tour du premier phare, construit en 1895, a été détruit. Il ne reste que ses fondations et les ruines des bâtiments. Il a été remplacé par une nouvelle tour moderne.

## Phare actuel
Le phare actuel est un tour octogonale blanche, en aluminium, de 18 m, avec galerie. Il est érigé à côté des ruines des habitations de l'ancien phare.
Le feu émet, à une hauteur focale de 23 m, un éclat blanc toutes les 10 secondes. Sa portée n'est pas connue. Il est érigé au coin nord-est de l'île.
Identifiant : ARLHS : PHI-094 ; PCG-.... - Amirauté : F2294 - NGA : 14648.
|                |
| Lampe du phare |

|          |
| Le phare |

|                                 |
| Localisation de Carles (Iliolo) |

### Lien connexe
- Liste des phares aux Philippines